# Jan Benigier
Jan Janusz Benigier, né le 18 février 1950 à Radom, est un footballeur international polonais. Il participe aux Jeux olympiques d'été de 1976, remportant la médaille d'argent avec la Pologne.

## Biographie

### En club
Jan Benigier évolue en Pologne et en Belgique.
Il joue pendant neuf saisons avec le club polonais du Ruch Chorzów, de 1972 à 1980, puis une dernière fois lors de la saison 1982-1983. Il dispute avec cette équipe 229 matchs dans le championnat de Pologne, marquant 74 buts. Il inscrit 10 buts dans ce championnat lors des saisons 1974-1975 et 1977-1978. 
Il remporte avec cette équipe trois titres de champion de Pologne, et une Coupe de Pologne.
Au sein des compétitions européennes, il dispute 12 matchs en Coupe d'Europe des clubs champions (quatre buts), et neuf rencontres en Coupe de l'UEFA (deux buts). Il est quart de finaliste de la Coupe de l'UEFA en 1974, puis quart de finaliste de la Coupe des clubs champions en 1975.

### En équipe nationale
Jan Benigier reçoit quatre sélections en équipe de Pologne lors de l'année 1976.
Il joue son premier match en équipe nationale le 24 mars 1976, en amical contre l'Argentine (défaite 1-2 à Chorzów).
Il participe aux Jeux olympiques d'été de 1976 organisés à Montréal. Lors du tournoi olympique, il ne joue qu'un seul match, contre l'Iran (victoire 2-3).

## Palmarès

### équipe de Pologne
- Jeux olympiques de 1976 :
  -  Médaille d'argent.

### Ruch Chorzów
- Championnat de Pologne :
  - Champion : 1974, 1975 et 1979.
  - Vice-champion : 1973.
- Coupe de Pologne :
  - Vainqueur : 1974.